# Lars Jönsson (filmproducent)
Lars Jönsson (4 september 1961) is een Zweedse filmproducent.
Hij werkt voornamelijk voor de Zweedse bedrijven Memfis Film en Trollywood. Hij is sinds 1990 actief en heeft ook een aantal films geproduceerd van Lars von Trier.

## Films
- 1992 – Änglagård
- 1994 – Drömspel
- 1996 – Harry & Sonja
- 1996 – Breaking the Waves
- 1997 – Bara prata lite
- 1997 – Den siste vikingen
- 1997 – Coffee
- 1997 – Tigerhjärta
- 1997 – Tranceformer
- 1998 – HC Andersens skugga
- 1998 – Fucking Åmål
- 1998 – Hela härligheten
- 1998 – Lucky People Center International
- 2000 – Dancer in the Dark
- 2000 – Den bästa sommaren
- 2000 – Hundhotellet - En mystisk historia
- 2000 – Jalla! Jalla!
- 2000 – Tillsammans
- 2000 – Prop och Berta
- 2001 – Fogsvansen
- 2002 – Klättertjuven
- 2002 – Lilja 4-ever
- 2002 – Malcolm
- 2002 – Bear's Kiss
- 2003 – The Apple Tree
- 2003 – It's All About Love
- 2003 – Kopps
- 2003 – Sweet Dreams
- 2003 – Dogville
- 2004 – Ett hål i mitt hjärta
- 2004 – Masjävlar
- 2004 – Fragile
- 2005 – Krama mig
- 2005 – Manderlay
- 2005 – Zozo
- 2005 – Naboer
- 2006 – Container
- 2006 – Farväl Falkenberg
- 2007 – De glömda själarnas ö
- 2007 – Nina Frisk
- 2007 – Leo
- 2008 – Fishy
- 2009 – Mammut
- 2009 – Antichrist
- 2011 – Melancholia
- 2011 – Stora scenen
- 2012 – Dom andra
- 2013 – Vi är bäst!
- 2014 – Hallåhallå